# Forum Buenavista
Forum Buenavista es un centro comercial ubicado y construido sobre la Estación de Ferrocarril de Buenavista en el centro de la Ciudad de México. ubicado en la esquina de  Fue desarrollado por GICSA, inaugurado en 2009, y en 2015 era uno  de los diez centros comerciales más grandes en México. Mientras que la estación de tren y las vías ocupan la planta baja, el centro comercial ocupa tres pisos encima, que se extienden cuatrocientos metros de norte a sur.
Está conformado por tiendas como son Sears, Fábricas de Francia, Coppel tiendas de departamento; Soriana , Sanborns, Cinépolis, Old Navy, H&M, y más de 50 restaurantes de tribunal alimentario, incluyendo Applebees